# Žirovnica (Noord-Macedonië)
Žirovnica (Macedonisch: Жировница) is een dorp in het noordwesten van Noord-Macedonië. De plaats maakt deel uit van de gemeente Mavrovo en Rostuša en telde in 2002 1608 inwoners, waarvan 1314 Macedoniërs en 258 etnische Albanezen.

## Geboren in Žirovnica
- Same Limani-Zjarnoski (1935-2007), dichter